# 尤柳門
尤柳門（1904年11月23日—1955年3月21日），又化名尤士行、沈心桓，福建省福州府人，具軍統、日本特務、漢奸、中國共產黨華東區台灣工作委員會福建分會委員多重身分，曾受共產國際遠東情報局訓練，由中共福建省委台灣解放工作委員會外派香港蒐集情報，韓戰爆發後改進行滲台任務，1953年2月向國民政府駐港澳工作人員自首，由於無法提供台灣地下工作者名單，被判處死刑，1955年3月21日槍決於馬場町。

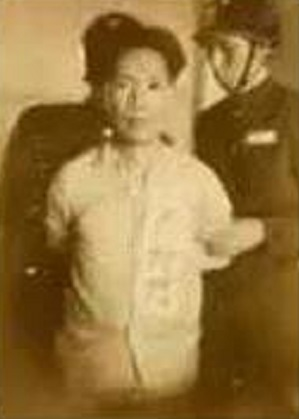
被处决前的尤柳门

## 生平
清光绪三十年十月初六（1904年11月23日），尤柳門出生於福建省福州府，其家族在福州歷經幾代經營，至尤柳門父輩尤賢模時已是具有錢莊、百貨、化工等企業的富商。1926年北伐之後，福州納入國府管轄成為閩侯縣，尤柳門就讀美國基督教青年會中學，留學日本法政大學及早稻田大學，並認識了後來擔任中共中央華東局統戰部副部長彭沖，1934年尤柳門擔任福建新生活俱樂部籌備委員。
抗日战争期間，軍統透過特務人員滲透入日本偽組織中獲取情報，1937年抗戰爆發，1941年福州第一次淪陷，具有商人身分的尤柳門被軍統吸收加入「復興社」，1944年10月日軍透過海陸空轟炸福州等地之後進軍佔領福州，福州第二次淪陷。1944年12月，日軍成立福州市政委員會，尤柳門擔任稅務局長及福州總商會會長，這個職務是調查福州商人所掌握的物資，按20%抽稅，用於支應日軍開銷及換取日用品之用，尤柳門成為福州商界權力最高的漢奸，而實際上，尤柳門卻具軍統背景，1945年5月國府再次控制福州，日本戰敗之後進入漢奸懲治時期，尤柳門因漢奸罪名遭福建省高等法院判處無期徒刑而入獄服刑。由於戰後漢奸罪的懲治亦出現對於中共地下工作者的清算，尤柳門表示軍統的身分提出上訴，法官認為尤柳門為日方工作罪證明確，但尤柳門律師表示，既是滲透日方則自然要做得越壞越好，這才能達到心理作戰任務，若以做得壞尤柳門遠遠做得不夠。
1949年8月17日，解放军占领福州市。尤柳門脫獄，尤柳門透過小舅子福州市市長何震、林森縣縣長管長墉的推薦及留日時的同學彭沖介紹認識了「中共福建省委會台灣解放工作委員會」林滔，根據保密局的資料顯示，尤柳門於1950年2月被派任為中國共產黨華東區台灣工作委員會福建分會委員，與中共福建省委會台灣解放工作委員會吳筠刺探馬祖白肯島(今西莒)軍事情報，1951年6月外派香港蒐集情報受吳筠領導。
1951年韓戰爆發後，東亞國際情勢詭譎，尤柳門與吳筠秘議進行滲台任務，1953年2月尤柳門向國民政府駐港澳工作人員自首，並表示可以協助調查省工委及潛台特工架設電台等情事。由於尤柳門無法提供潛台人員名單而遭到保密局「追查」，竟指胞弟尤德成與友人周國光、張桂丹等為潛台交通員，經調查發現諸多事證不符，尤柳門被以非法顛覆政府而著手實行及誣告罪起訴，並以自首不誠為由判處死刑，1955年3月21日槍決於馬場町。

### 紀念
2013年10月 北京西山國家森林公園的無名英雄廣場上立有無名英雄紀念碑，為紀念來台灣在1950年代被處決「隱避戰線烈士」而設立。尤柳門銘刻於紀念碑上。
台灣國家人權博物館白色恐怖景美紀念園區。尤柳門也刻於人權紀念碑上。